# Huang Shiau-jie
Huang Shiau-jie (黃曉潔T, Huáng XiǎojiéP; Taipei, 12 giugno 1977) è un'ex cestista taiwanese.

## Carriera
Con Taiwan ha disputato i Campionati mondiali del 2002.